# クロンナン県
クロンナン県（クロンナンけん、ベトナム語：Huyện Krông Năng?）は、ベトナム社会主義共和国ダクラク省の県。面積は641.79 km²、人口は124,577人（2017年）である。

## 行政区画
1市鎮11社から構成される。